# Норвежки кибер сили
Норвежката киберотбрана (на норвежки: Cyberforsvaret) или норвежки кибер войски, е клон на норвежките въоръжени сили, отговарящи за киберотбраната в Норвегия. Силите разполагат с 1100 служители, разположени на повече от 60 места. Основната база е в с. Jørstadmoen в Лилехамер, с помощна база в Kolsås извън Осло.
Отделението за Киберотбрана е установено като отделен вид войска на 18 септември 2012 година.